# El Pedregal
El Pedregal település Spanyolországban, Guadalajara tartományban. El Pedregal El Pobo de Dueñas, Blancas, Pozuel del Campo, Ojos Negros és Setiles községekkel határos. Lakosainak száma 63 fő (2024).

## Népesség
A település népessége az utóbbi években az alábbiak szerint változott:
| Lakosok száma | 105  | 106  | 103  | 90   | 84   | 85   | 78   | 74   | 66   | 63   |
|               | 2001 | 2004 | 2006 | 2009 | 2011 | 2014 | 2016 | 2019 | 2021 | 2024 |